# Dipartimento di Fatick
Il dipartimento di Fatick (fr. Département de Fatick) è un dipartimento del Senegal, appartenente alla regione di Fatick. Il capoluogo è la città di Fatick.
Il dipartimento si estende nella parte centrale della regione, con un breve tratto di costa sull'oceano Atlantico (Petite Côte).
Il dipartimento di Fatick comprende 2 comuni (Diofior e Fatick, il capoluogo) e 4 arrondissement (Diakhao, Fimela, Niakhar e Tattaguine), a loro volta suddivisi in 14 comunità rurali.